# 자궁탈출
자궁탈출(子宮脫出, Uterine Prolapse, pelvic organ prolapse, prolapse of the uterus (womb))은 골반장기탈출의 일종이다. 여성 생식기 탈출(Female genital prolapse), 또는 간단히 자궁탈(子宮脫)이라고도 한다.
자궁탈출의 위험 요인에는 임신, 분만, 만성적 복강내압 증가(예: 리프팅, 기침, 염좌, 결합조직 질환, 근육 약화의 위험)가 있다. 치료는 보수적일 수도 있고 수술을 할 수도 있는데, 이는 환자의 증후와 선호에 기반하여 결정하는 것이 좋다.

## 치료
치료는 보수적으로, 기계적으로, 수술적으로 진행된다. 보수적 치료에는 행동 교정, 근육 강화 운동(케겔 체조 등)이 포함된다. 페서리(pessary)라는 기구는 자궁을 들어올려서 지탱해주는 기계적 치료를 위해 사용된다. 수술적 선택사항들은 여러 개가 있으며 복강경 자궁고정술, 자궁탈출교정술(Sacrohysteropexy), 맨체스터 수술과 같은 자궁 스페어링(sparing) 기법이라든지 자궁적출술이 포함될 수 있다.